# ビセンテ・カリージョ
ビセンテ・カリージョ・レイバ（Vicente Carrillo Leyva、1977年 - ）は、メキシコの麻薬密売、密輸組織フアレス・カルテルの幹部（叔父のビセンテ・カリージョ・フエンテス(Vicente Carrillo Fuentes)は最高幹部）。現在、収監中。

## 経歴
父親であるアマド・カリージョ・フエンテスは、フアレス・カルテルの最高幹部であったが1997年に手術の失敗により死去。ビセンテ・カリージョは、父親の死去後を組織に参画し幹部となる一方、自らの名をつけたカルテルを運営していた。
メキシコ当局は、最高216万ドルの懸賞金をかけて捜査した結果、2009年4月2日に逮捕に至った。逮捕時は、メキシコ市内の公園をスポーツウェアを着てジョギングしている最中であったという。地味であり、周囲からはエンジニアと信じられていたなど、あまりにも一般社会に溶け込んでいたことから、メキシコ内外に衝撃を与えた。